# Honda CBF600
CBF600 — мотоцикл середньої ваги виробництва Honda. Існує у двох виконаннях: CBF600N є нейкед версією і CBF600S це версія з напівобтікачем, відмінності полягають лише в передньому обтічнику і блоці фар/

## Перше покоління (2004–2007) - код PC38

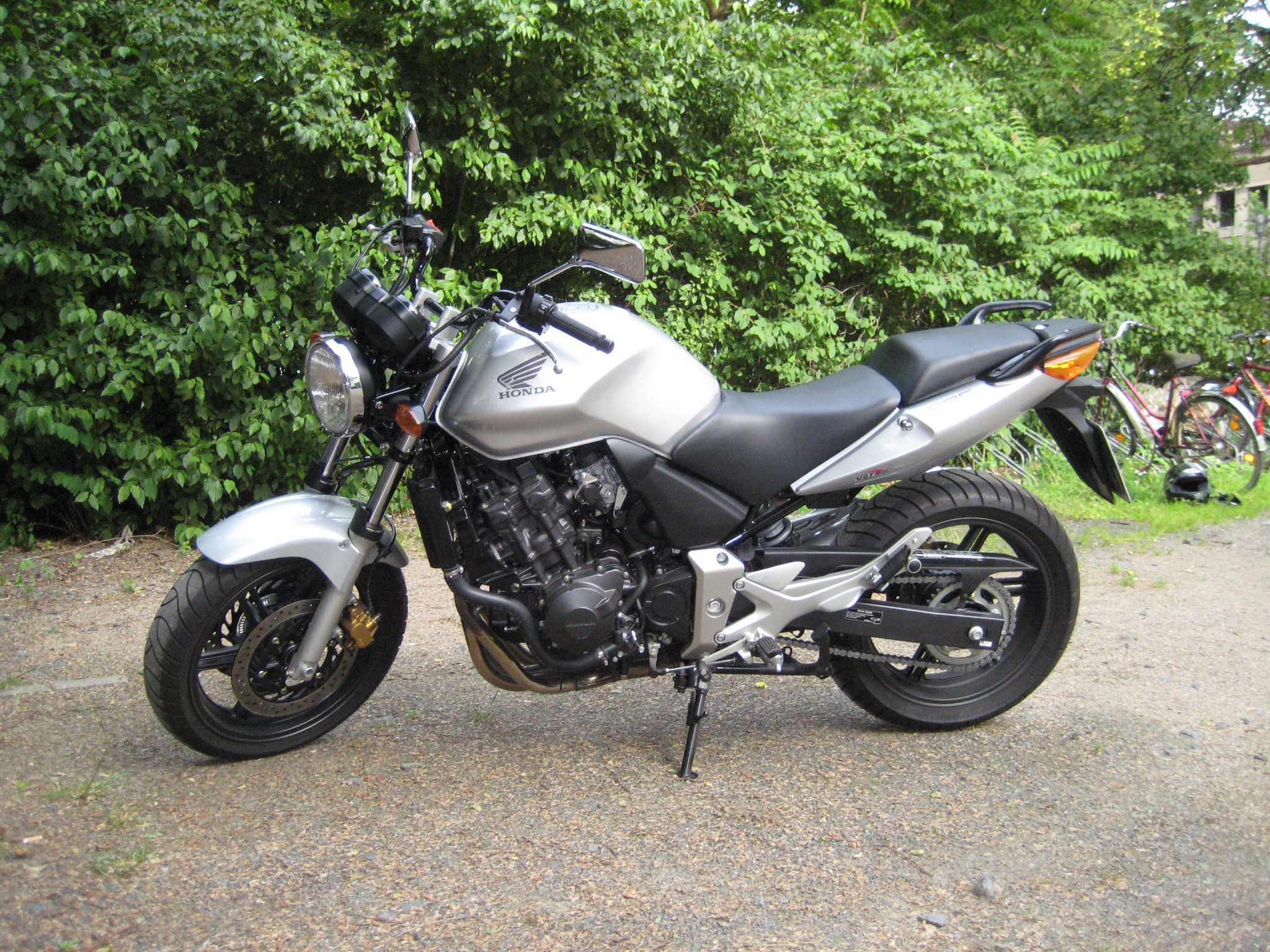
Honda CBF600NA

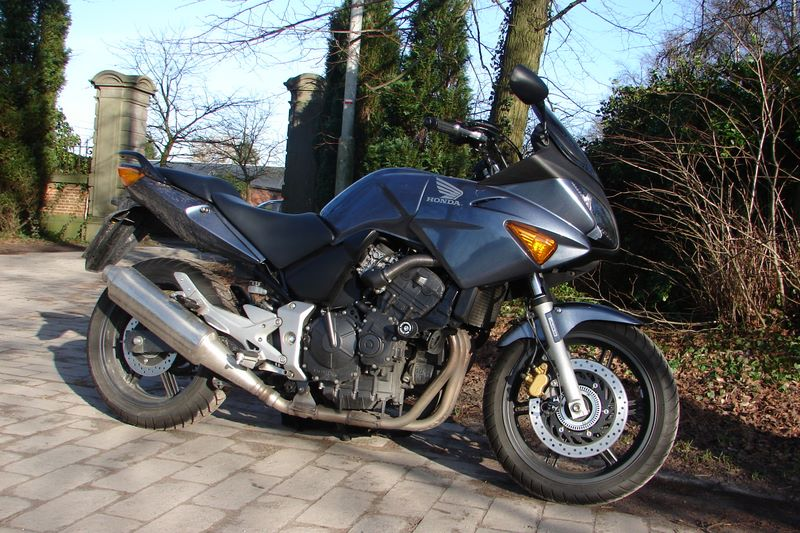
Honda CBF600SA

Старіший мотоцикл середньої ваги CB500 не відповідав європейським стандартам викидів, тому Honda представила новий дизайн, заснований на існуючому двигуні Hornet, і надала йому вигляд, який надихає на безпеку та приваблює водіїв, які повертаються, новачків або жінок. Стандарти EURO2 відповідають стандартам, тоді як ABS є опціональним (заводська збірка) як на нейкедах, так і на моделях з напівобтікачем. Центральна підставка входить у стандартну комплектацію лише у версії ABS. Сидіння регулюється в 3 положеннях. Коробка передач і двигун оптимізовані для плавної передачі потужності. Для версії з напівобтікачем було запропоновано 4 кольори – чорний, сірий дельфін, перлинно-червоний та синій металік.

## Друге покоління (2008–2013) - код PC43

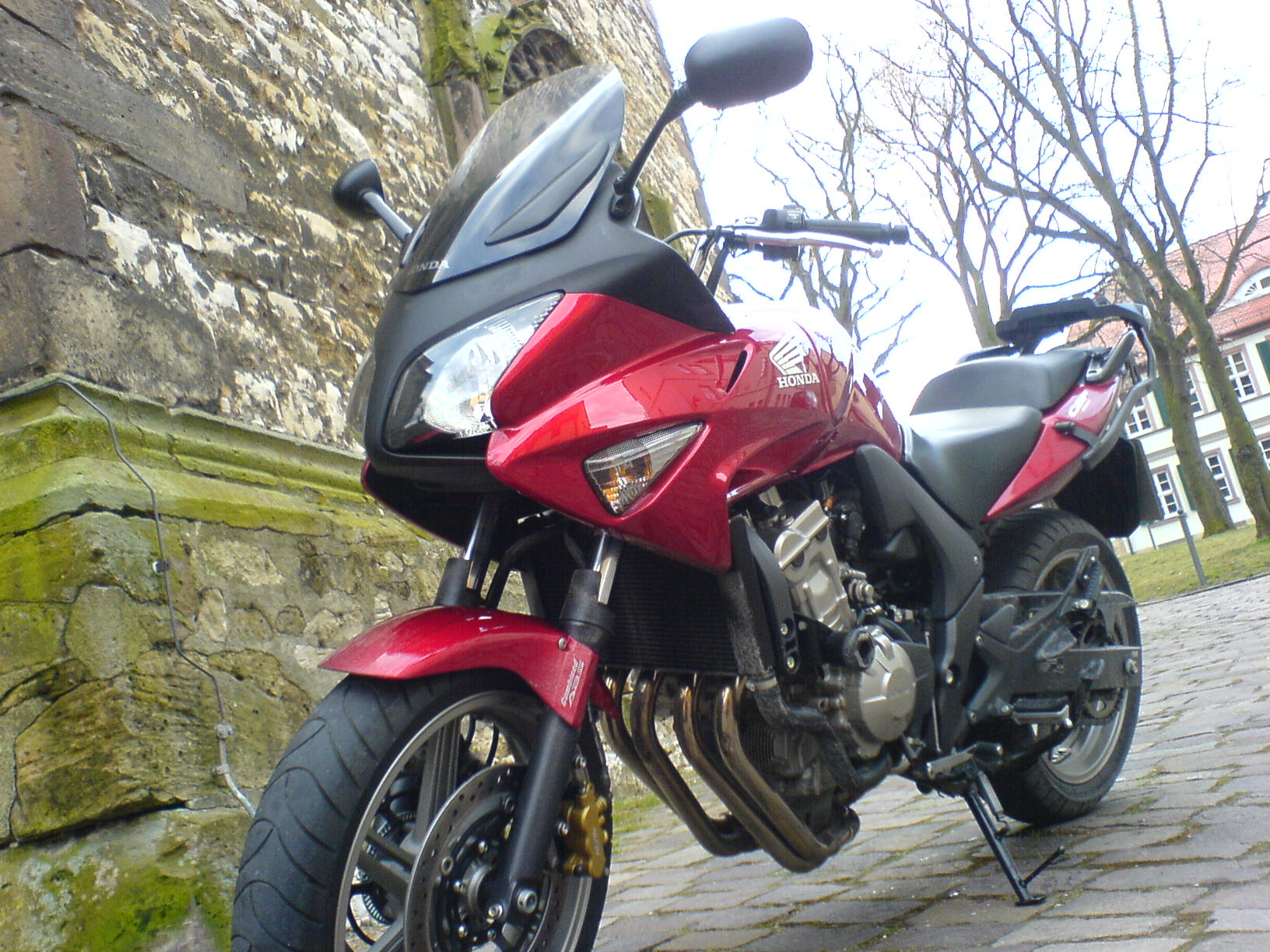
Honda CBF600SA

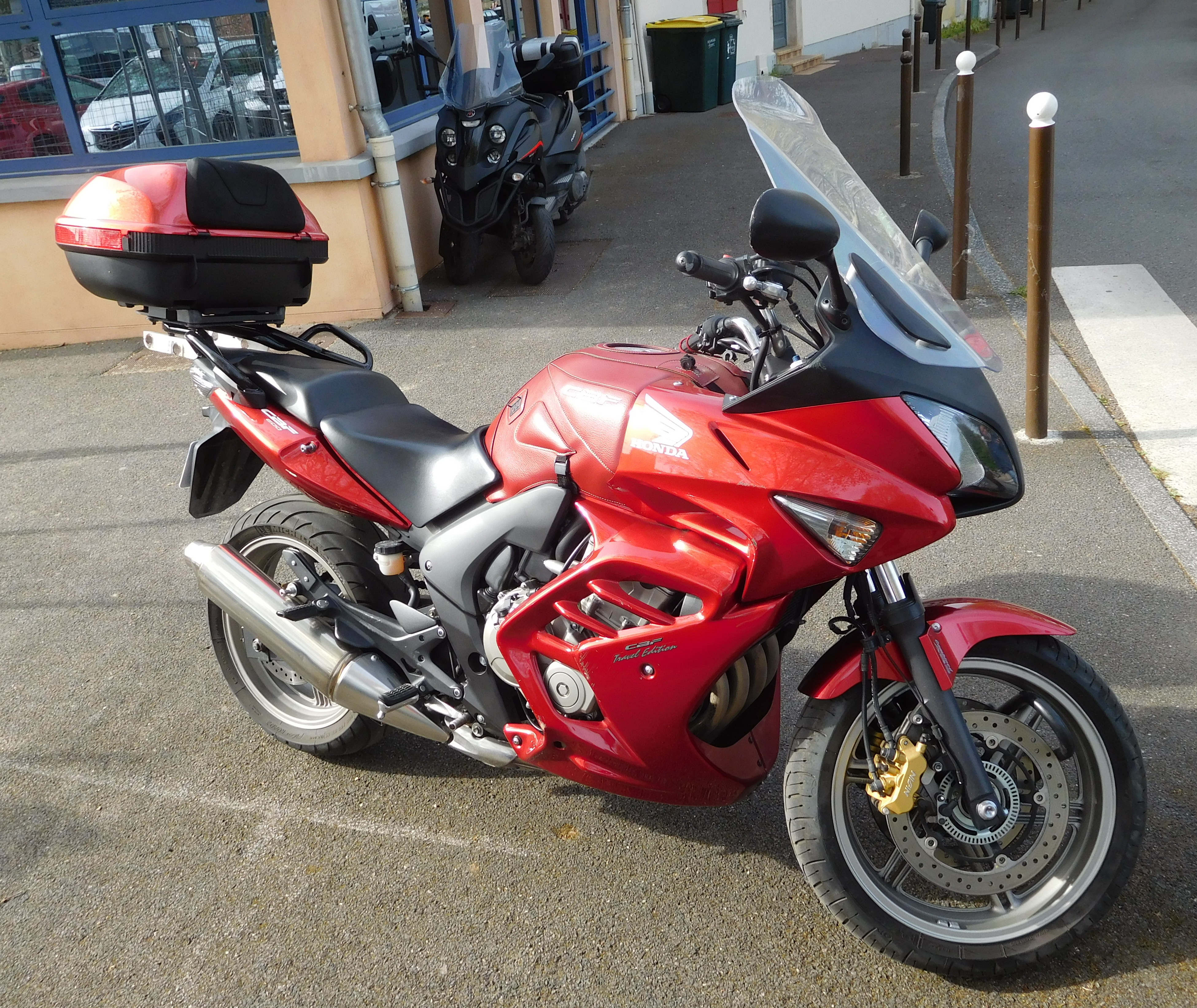
Honda CBF600 Travel Edition

У 2008 році представлена оновлене покоління, що відповідає вимогам EURO3, та підвищеним стандартам щодо викидів. Двигун - це дефорсована модель CBR600RR 2007 року з інжектором, що зменшує розхід пального з 5-7 літрів на 100 км до 4-5 л на 100 км, зберігаючи при цьому максимальну вихідну потужність. Ємність паливного бака збільшена на один літр, нове шасі виготовлено з алюмінію, а колір двигуна тепер сірий металік замість чорного. Колірна гамма збереглася на 2008 та 2009 роки. У 2010 році до версії з напівобтікачем були додані поєднання чорно-червоного, біло-червоного та біло-синього кольорів.

## Технічні характеристики
|                  | CBF600 PC38 N4, N5, N6                                                                  | CBF600 PC43 N8                                                                          |
| ---------------- | --------------------------------------------------------------------------------------- | --------------------------------------------------------------------------------------- |
| Тип              | Рядний 4-тактний 16-клапанний DOHC з рідинним охолодженням                              | Рядний 4-тактний 16-клапанний DOHC з рідинним охолодженням                              |
| Зміщення         | 599,9 см3                                                                               | 599,3 см3                                                                               |
| Потужність       | 57 кВт (76 к. с.) /10500 об/хв                                                          | 57 кВт (76 к. с.) /10500 об/хв                                                          |
| Крутний момент   | 58 Н⋅м (43 фунт⋅фут) /8000 об/хв                                                        | 59 Н⋅м (44 фунт⋅фут) /8250 об/хв                                                        |
| Тип трансмісії   | 6-ступінчаста                                                                           | 6-ступінчаста                                                                           |
| Карбурація       | 34-мм похилий карбюратор VP-типу з плоскими затворами x 4                               | Електронний уприск палива PGM-FI                                                        |
| Шасі             | Сталева труба                                                                           | Литий алюміній                                                                          |
| Ємність палива   | 19 літрів                                                                               | 20 літрів                                                                               |
| Висота сидіння   | 785 мм (± 15 мм) / 30,9 дюйма                                                           | 785 мм (± 15 мм) / 30,9 дюйма                                                           |
| Дорожній просвіт | 130 мм / 5,1 дюйма                                                                      | 130 мм / 5,1 дюйма                                                                      |
| Передня підвіска | Телескопічна вилка 41 мм, хід осі 120 мм                                                | Телескопічна вилка 41 мм, хід осі 120 мм                                                |
| Передні гальма   | 2 x 296 мм диски 2 поршневі супорти (ABS)                                               |                                                                                         |
| Передня шина     | 120/70 ZR17M/C (58 Вт)                                                                  | 120/70 ZR17M/C (58 Вт)                                                                  |
| Задня підвіска   | Моноамортизатор із 7-ступінчастим регульованим попереднім навантаженням, хід осі 125 мм | Моноамортизатор із 7-ступінчастим регульованим попереднім навантаженням, хід осі 125 мм |
| Задні гальма     | Однодисковий 1-поршневий супорт (ABS)                                                   |                                                                                         |
| Задня шина       | 160/60 ZR17M/C (69 Вт)                                                                  | 160/60 ZR17M/C (69 Вт)                                                                  |
| Споряджена маса  | 215 кг (F: 106 кг; R: 109 кг)                                                           | 213 кг (F: 103 кг; R: 110 кг), ABS: 218 кг (F: 105 кг; R: 113 кг)                       |